# Florentina Marilena Toma
Florentina Marilena Toma (n. 14 august 1976, București) este un politician român, fost membru al Parlamentului României. Florentina Marilena Toma a fost aleasă ca deputat pe listele PSD și a fost membru în grupurile parlamentare de prietenie cu UNESCO și Republica Cipru.